# Сан Джустино
Сан Джустѝно (на италиански: San Giustino; на латински: Meliscianum, Мелисцианум) е град и община в Централна Италия, провинция Перуджа, регион Умбрия. Разположен е на 336 m надморска височина. Населението на общината е 11 428 души (към 2010 г.).